# Signalflussplan
In der Regelungstechnik hilft der Signalflussplan, nach Deutscher Industrienorm auch Wirkungsplan genannt, beim besseren Verständnis komplexer Systeme. Er dient der Visualisierung und der Bildung eines mathematischen Modells mittels Blockschaltbild. Er stellt somit eine Spezialform des Blockschaltbilds dar, die es ermöglicht, quantitative Zusammenhänge in einem System zu erfassen. Insbesondere enthält er, über ein gewöhnliches Blockschaltbild hinausgehend, Pfeile, die die Wirkungsrichtung angeben. Für lineare Systeme kann aus dem Wirkungsplan leicht die Übertragungsfunktion hergeleitet werden.
Anhand von Umformungsregeln kann ein Signalflussplan nach Gesichtspunkten wie physikalischer Aufbau, Verständnis der Wirkzusammenhänge oder nach Betrachtungsweisen (z. B. Störgrößeneinfluss) umgeformt werden.
Mit modernen grafischen Werkzeugen lassen sich nicht nur Signalflusspläne zeichnen, sondern auch computergestützte Simulationen durchführen. Grafische Werkzeuge lösen deshalb textbasierte Beschreibungssprachen ab.

## Elemente eines Signalflussplans
Zu einem Signalflussplan gehören gerichtete Kanten (manchmal auch Wirkungslinien genannt), Verzweigungen, Additionsstellen und Blöcke.
Eine Kante wird durch einen Pfeil dargestellt und symbolisiert ein Signal, das meist einer physikalischen Größe entspricht.
Kanten können die Ein- und Ausgangsgrößen eines Systems darstellen oder verschiedene Elemente innerhalb eines Systems miteinander verbinden. In der Mathematik entsprechen sie Zuweisungen.
Verzweigungen dienen dazu, dieselbe Kante mehreren verschiedenen Blöcken zuzuweisen, Additionsstellen dazu, mehrere Kanten zu einer einzigen zu vereinigen. Werden mehrere Kanten vereinigt, müssen sie die gleiche physikalische Größe repräsentieren. Die resultierende Kante stellt dann ebenfalls diese Größe dar.
| Kante                    | Verzweigung                                   | Summationsstelle                              | lineares Übertragungsglied                                       | nichtlineares Übertragungsglied              |
|                          |                                               |                                               |                                                                  |                                              |
| {\displaystyle x_{e}(t)} | {\displaystyle x_{a.1}=x_{a.2}=x_{a.3}=x_{e}} | {\displaystyle x_{a}=x_{e.1}+x_{e.2}-x_{e.3}} | {\displaystyle x_{a}=T\lbrace x_{e}\rbrace }; T = Transformation | {\displaystyle x_{a}=T\lbrace x_{e}\rbrace } |

| Multiplikationsstelle | Divisionsstelle | Übertragungsglied durch Symbol beschrieben (hier PT1-Glied) |
|                       |                 |                                                             |

### Übertragungsglied

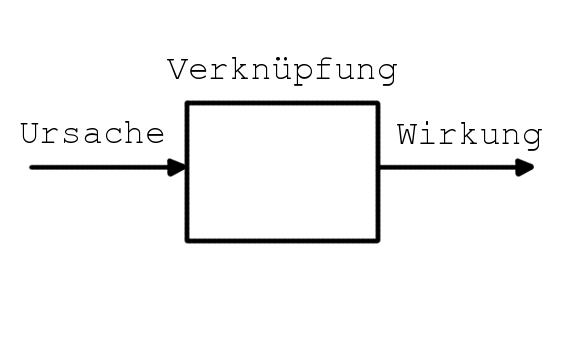
Übertragungsglied

Einen Block bezeichnet man auch als Übertragungsglied. Dieses besitzt mindestens einen Eingang (Ursache) und einen Ausgang (Wirkung). Die Umsetzung erfolgt aufgrund der Übertragungseigenschaft (Verknüpfung). Blöcke unterteilt man in typische Übertragungsglieder (P-Glied, I-Glied usw.), in Blöcke, die eine Funktion tragen und in nichtlineare Übertragungsglieder.
Ein Übertragungsglied wird als rückwirkungsfrei angenommen, das heißt, dass die Ursache von ihrer Wirkung unbeeinflusst bleibt. Kann von einem Element des Blockschaltbilds nicht angenommen werden, dass es rückwirkungsfrei ist, muss dieses Element im Signalflussplan durch mehrere, miteinander verknüpfte Blöcke dargestellt werden. Die Rückwirkung wird dabei durch Kreisstrukturen modelliert (siehe unten). Erfüllt das Übertragungsglied die LZI-Bedingungen, so lässt sich dessen Übertragungsfunktion besonders leicht angeben.

## Signalflussalgebra
Soll ein Signalflussplan umgestaltet werden, sind verschiedene Regeln beim Zusammenfassen und Verschieben von Elementen zu beachten.

### Zusammenfassungsregeln
Die Zusammenfassungsregeln „Reihenschaltung“ und „Kreisstruktur auflösen“ lassen sich nur auf Systeme anwenden, die LZI-Eigenschaften aufweisen. Die Zusammenfassungsregel „Parallelschaltung“ kann sinngemäß auch für nichtlineare und zeitvariante Übertragungsglieder angewendet werden, lässt sich dann allerdings nicht mithilfe der Übertragungsfunktionen formulieren.
Im Folgenden steht {\displaystyle G(s)} für die Übertragungsfunktion eines kontinuierlichen Systems. Aber das Dargestellte gilt in gleicher Weise für die Übertragungsfunktion eines diskreten Systems {\displaystyle G(z)}.

#### Parallelschaltung
- {\displaystyle G(s)=G_{1}(s)+G_{2}(s)}

#### Reihenschaltung
- {\displaystyle G(s)=G_{1}(s)\cdot G_{2}(s)}

#### Kreisstruktur auflösen
- {\displaystyle G(s)={\frac {G_{1}(s)}{1+G_{1}(s)\cdot G_{2}(s)}}}

### Verschiebungsregeln
Die Verschiebungsregeln lassen sich nur auf Systeme anwenden, die LZI-Eigenschaften aufweisen.